# 13도 의군
13도 의군(十三道 義軍)은 대한제국 말기와 일제 강점기의 항일 의병 조직이다.

## 개요
대한제국 말기 국내외 의병 활동들을 단일 지휘계통으로 통합할 목적으로 유인석(柳麟錫), 이상설(李相卨), 이남기(李南基), 이범윤(李範允) 등이 주축이 되어 1909년(융희 3) 6월 연해주 블라디보스토크에서 대한13도의군(大韓十三道義軍)을 조직하였다.

## 조직
13도 의군은 도총재(都總裁)에 유인석을 추대하였다. 그 아래로 창의총재(彰義總裁)에 이범윤, 장의총재(壯義總裁)에 이남기, 도총소참모(都總所參謀)에 우병렬(禹炳烈), 도총소의원에 홍범도(洪範圖), 이진룡(李鎭龍) 등이 각각 선임되었다. 국내의 애국계몽운동을 주도하던 신민회의 주요 간부 안창호, 이갑 등이 도총소의원으로, 이상설은 외교대원(外交大員)으로 각각 참가하였다. 신민회의 참여는 의병운동과 애국계몽운동이 이 때에 와서 비로소 협력 내지 합작해 공동 전선을 구축하게 되었다는 것을 의미한다.

### 지방 조직
의군은 국내의 각 도마다 총재, 총령, 참모, 총무, 소모(召募), 규찰(糾察), 통신 등의 임원을 두었다. 다시 도총재의 휘하에 도의 총재를 편성하여 국내까지 조직을 확대하려 하였다.

## 활동
1910년(융희 4), 대한제국의 국권 피탈 이후 실질적인 활동은 크게 위축되었지만 무장투쟁을 계속하였다. 이상설 등과 두만강 연안으로 진격하려 했으나 블라디보스토크가 항일투쟁의 근거지로 변하는 것을 저지하고자 일제가 러시아에 강력한 항의를 제기, 유인석이 러시아 관헌에게 체포되었다.

## 해체
1915년 유인석이 펑톈성(奉天省)에서 병사하여 구심점을 잃고 해체되고 말았다.

## 같이 보기
- 13도 창의군
- 유인석
- 최재형
- 안중근
- 이상설